# Morelosia reticualata
Morelosia reticualata là loài thực vật có hoa trong họ Mồ hôi. Loài này được (Griseb.) Kuntze mô tả khoa học đầu tiên năm 1891.